# Physical Layer Operation Administration & Maintenance
 (septembre 2024).
Dans le domaine de l'accès à internet, Physical Layer Operation Administration & Maintenance (abrégé PLOAM) est un champ d’information, message ou mot de passe utilisé sur la couche physique pour la gestion des fonctions entre ONT et ONU (Optical Network Unit)[source insuffisante].